# Wolfsonian-FIU
Het Wolfsonian-FIU is een museum van de Florida International University gelegen aan de Washington Avenue, in het historische gedeelte van Miami Beach, Florida.
Het museum werd in 1992 gesticht door Mitchell Wolfson jr. om zijn persoonlijke verzamelingen in onder te brengen. Hij vermaakte het gebouw en zijn collectie aan de Florida International University in 1994. Het museum heeft vier verdiepingen expositieruimte in het zeven verdiepingen tellende gebouw, met onder andere een bibliotheek, werkruimtes en kantoren.

## Collectie
De verzameling omvat meubels, schilderijen en beelden, boeken, prenten en affiches, allemaal verband houdend met de periode die een connectie heeft met de sociale, politieke en technologische veranderingen tussen 1885 tot 1945. De meeste voorwerpen zijn van Noord-Amerikaanse en Europese oorsprong.
De collectie bestaat uit de volgende elementen:
- Amerikaanse industriële ontwerpen, affiches, grafische ontwerpen, patentmodellen, handelscatalogi en objecten zoals camera's, klokken, radios en platenspelers. Tot de ontwerpers behoren Donald Deskey, Walter Dorwin Teague, Kem Weber en John Vassos.
- De Engelse arts-and-craftsbeweging – werken van C.R. Ashbee, Christopher Dresser, Ernest Gimson, Charles Rennie Mackintosh, William Morris, M.H. Baillie Scott enz. Het is de grootste verzameling buiten het Verenigd Koninkrijk.
- Nederlandse en Italiaanse art nouveau, nieuwe kunst en stile floreale – voorwerpen, periodieke zalen en een grote collectie nieuwekunstboekbanden, afkomstig uit de Dick Veeze-verzameling.
- Duitse onderwerpen – voorwerpen uit de Darmstädter Künstlerkolonie, Vereinigte Werkstätten in München en Deutscher Werkbund.
- New Deal America – ontwerpen geproduceerd door Works Progress Administration (WPA) en de Federal Art Project.
- Politieke Propaganda - prenten, posters, tekeningen, boeken en tijdschriften. Propaganda uit Rusland/USSR, Tsjecho-Slowakije, Hongarije en Spanje wordt gepresenteerd. De verzamelingen uit het Verenigd Koninkrijk, Nederland, Duitsland, Italië en de Verenigde Staten zijn de omvangrijkste in de VS.
- Vervoer en reizen – voorwerpen die betrekking hebben op oceaanschepen, vliegtuigen, zeppelins en treinen.
- Wereldtentoonstellingen en exposities – meubels, beelden, schilderijen en bijzondere zaken van tentoonstellingen sedert 1851.

### Nederlandse collectie

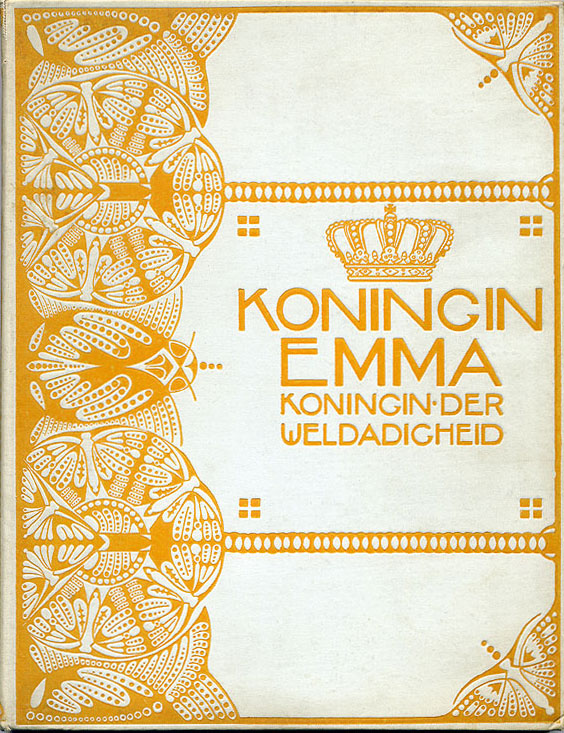
Een band ontworpen door Theo Neuhuys aanwezig in de collectie

De Wolfsonian-FIU Dutch Collection is de verzameling van Nederlands grafisch ontwerp in nieuwekunststijl, vooral boekomslagen binnen het museum. De collectie omvat ook een groot aantal Nederlandse kunstvoorwerpen en andere voorwerpen uit de periode 1880-1940.
In november 1992 verwierf de Wolfsonian Foundation deze collectie boeken van de Nederlandse verzamelaar Dick Veeze uit Amsterdam, die 20 jaar aan de opbouw van deze collectie had gewerkt. De bibliotheek herbergt zo een brede collectie van de Nederlandse nieuwekunstboekbanden en decoratieve en ornamentele versieringen geproduceerd in Nederland tussen de jaren 1890 en 1930. Een groot deel van het Nederlandse artnouveauwerk vertegenwoordigd in de collectie van de bibliotheek is beïnvloed door thema's, motieven en technieken (zoals batik) uit Nederlands-Indië. Het zijn ongeveer 2000 boeken, tijdschriften, tekeningen waaronder ontwerpen voor boekbanden en omslagen en drukwerk. De collectie is ten dele gecatalogiseerd. Wel is er een handgeschreven lijst van Dick Veeze.
Deze bibliotheek bevat duizenden zeldzame boekomslagen, kalenders, advertenties en originele schetsen. Er zijn ook uitstekende voorbeelden van belangrijke en prachtig ontworpen tijdschriften zoals De Architect, De Arbeid, Onze Kunst, In Den Nevel en Wendingen. Enkele van de beste Nederlandse kunstenaars en ontwerpers van rond de eeuwwisseling zijn vertegenwoordigd in deze collectie, zoals Jan Toorop (1858-1928), L.W.R. Wenckebach (1860-1937), C.A. Lion Cachet (1864-1945), Gerrit Willem Dijsselhof (1866-1924), Theo Nieuwenhuis (1866-1951) en Chris Lebeau (1878-1945). Door de aanwezigheid van zoveel vergelijkingsmateriaal biedt de Wolfsonian Foundation een prominente plek voor de bestudering van de Nederlandse artnouveau op boekengebied buiten Nederland zelf.
Verder heeft de Wolfsonian-Foundation een grote collectie van de Nederlandse voorwerpen daterend van circa 1880 tot 1940. De collectie bestrijkt een scala aan materialen, van glas tot textiel tot meubels, en omvat de toepassing van de zeldzame decoratieve technieken zoals batik. Daarnaast is er een uitgebreide collectie tekeningen aanwezig. Vanuit de sociale en politieke context, verkent de collectie ook het Nederlandse kolonialisme in Indonesië, Suriname en Zuid-Afrika. Vaak zijn deze gekoppeld aan de voormalige koloniën en de buitenlandse handel. Politieke voorwerpen, zoals affiches, medailles en pamfletten, benadrukken de Nederlandse positie in zowel de Eerste Wereldoorlog en de Tweede Wereldoorlog.